# Hulsberger Beemden
De Hulsberger Beemden is een natuurgebied langs de Hulsbergerbeek tussen Hulsberg en Wijnandsrade in de Nederlandse provincie Limburg.
Het gebied omvat 9 ha en is sinds 1953 eigendom van Staatsbosbeheer en onderdeel van het object Den Ouden Bosch. Het bestaat uit hellingbos en elzenbronbos. De hoogte varieert van 90 tot 110 meter.
Op de hogere delen is bos dat vroeger voor de winning van hakhout werd gebruikt en behoort tot het eiken-haagbeukenbos. Een klein deel wordt tot het gierstgras-beukenbos gerekend. Hier vindt men planten als: bosgierstgras, dalkruid, ruige veldbies en veelbloemige salomonszegel. In het elzenbroekbos staan boswederik en bosbingelkruid. Hier zijn in het verleden wel veel populieren aangeplant.